# Deslizamiento (movimiento)

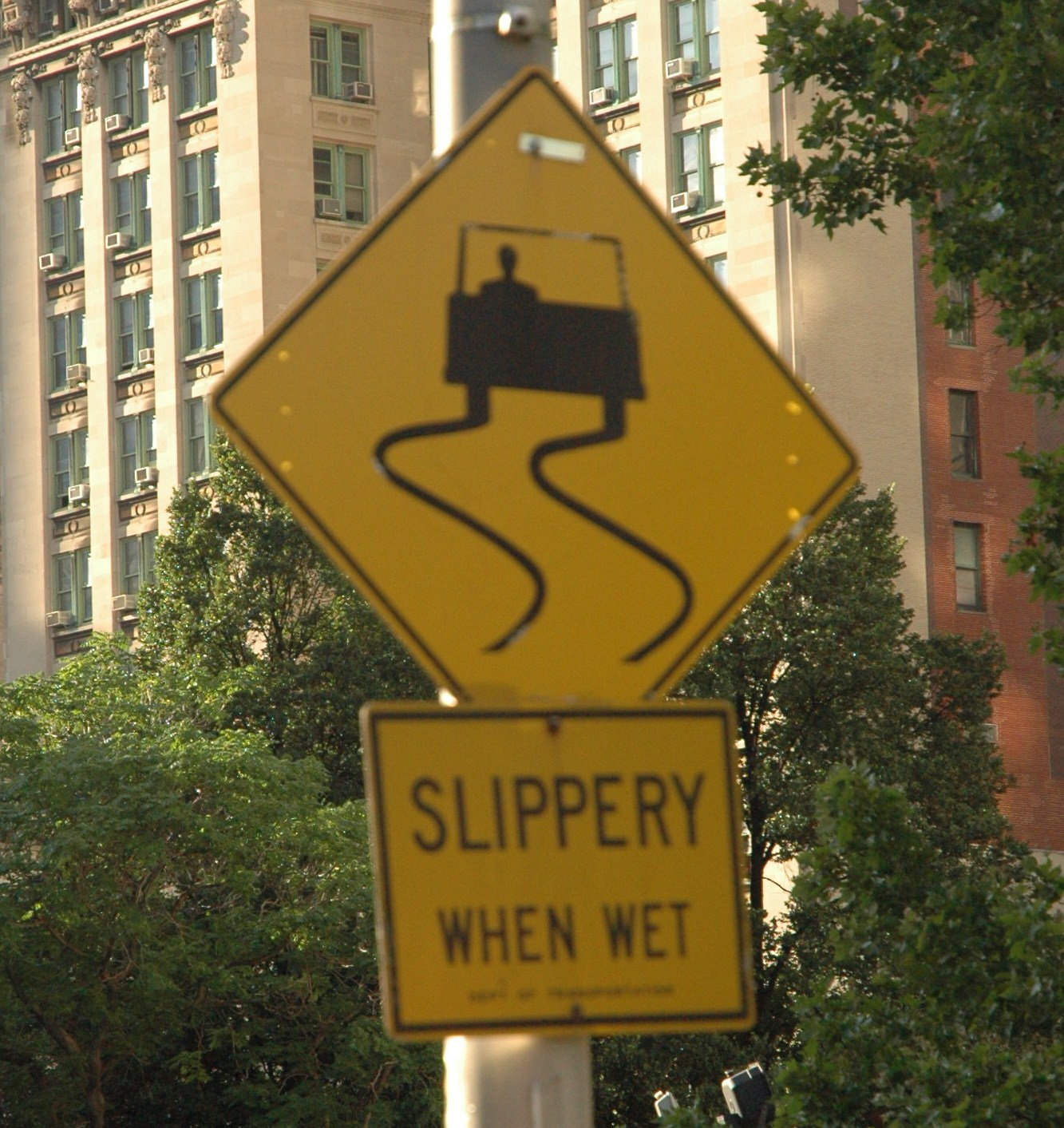
Señales de peligro de deslizamiento que alertan a los conductores que deben reducir la velocidad porque la fricción entre los neumáticos y la superficie mojada es mucho menor que la de una superficie seca

El deslizamiento es un tipo de movimiento de fricción entre dos superficies en contacto, que contrasta con el movimiento de rodadura, en el que el desplazamiento se produce sin que el cuerpo que rueda resbale sobre la superficie que se apoya. Ambos tipos de movimiento pueden producirse en los cojinetes.
La fricción es una fuerza que se opone al movimiento relativo o a la tendencia hacia tal movimiento entre dos superficies. La fricción puede dañar o 'desgastar' las superficies en contacto. Sin embargo, el desgaste se puede reducir mediante la lubricación. La ciencia y la tecnología consiguiente que estudian la fricción, la lubricación y el desgaste se conocen como tribología.
El deslizamiento puede producirse entre dos objetos de forma arbitraria, mientras que la fricción de rodadura es la fuerza de rozamiento asociada con el movimiento de rotación de un objeto (parecido a un disco u otro objeto de revolución) capaz de rodar sobre una superficie. Generalmente, la fuerza de fricción de resistencia a la rodadura es menor que la asociada con el deslizamiento de fricción. Los valores típicos del coeficiente de fricción de rodadura son menores que los de la fricción de deslizamiento.
De forma análoga, la fricción por deslizamiento normalmente genera una mayor cantidad de calor y de sonido. Uno de los ejemplos más comunes de fricción por deslizamiento es el movimiento de frenada de un vehículo de motor cuando se bloquean los neumáticos sobre la calzada, un proceso que genera una cantidad considerable de calor y de sonido, y generalmente se tiene en cuenta al evaluar el valor de la contaminación acústica generada por una carretera.

## Fricción por deslizamiento
La fricción por deslizamiento (también llamada fricción cinética) es una fuerza de contacto que se opone al movimiento deslizante de dos objetos o de un objeto y una superficie. Casi siempre menor que la fricción estática, motivo por el que es más fácil mover un objeto una vez que comienza a moverse que hacer que el objeto comience a moverse desde la posición de reposo.
- {\displaystyle F_{k}=\mu _{k}\cdot N}

donde Fk, es la fuerza de fricción cinética, μk es el coeficiente de fricción cinética y N es la fuerza normal.

## Ejemplos de fricción por deslizamiento
- Un trineo sobre la nieve
- Empujar un objeto a sobre una superficie
- Frotarse las manos (la fuerza de fricción genera calor)
- Un coche deslizándose sobre hielo
- Un coche que derrapa al doblar una esquina
- Las bisagras que permiten abrir una ventana
- Casi cualquier movimiento donde haya contacto entre un objeto y una superficie
- Deslizar por la pista de una bolera
- Los jugadores de tenis sobre una pista de tierra batida
- El planchado de una camisa

## Movimiento con deslizamiento

Diagrama del descenso de un cuerpo libre sometido a fricción al deslizarse a lo largo de un plano inclinado

El movimiento resultante de la fricción por deslizamiento se puede modelar (en sistemas simples de movimiento) mediante la Segunda Ley de Newton:
{\displaystyle \sum F=ma}
{\displaystyle F_{E}-F_{k}=ma}
donde {\displaystyle F_{E}} es la fuerza externa que impulsa al objeto (por ejemplo, la gravedad sobre un plano inclinado)
- Se produce aceleración cuando la fuerza externa aplicada es mayor que la fuerza de fricción cinética.
- Disminuye la velocidad (o el objeto se detiene) cuando la fuerza de fricción cinética es mayor que la fuerza externa.

(Este desplazamiento también sigue la primera ley del movimiento de Newton, ya que existe una fuerza neta sobre el objeto)
- Se registra una velocidad constante cuando no hay una fuerza neta sobre el objeto, es decir, la fuerza externa es igual a la fuerza de fricción cinética.

### Movimiento en un plano inclinado
Un problema común que se presenta en las clases de introducción a la física es el de un bloque sujeto a fricción cuando se desliza hacia arriba o hacia abajo en un plano inclinado. El caso se muestra en un diagrama de cuerpo libre a la derecha.
La componente de la fuerza de gravedad en la dirección del plano inclinado (tangente) viene dada por:
{\displaystyle F_{T}=mg\sin {\theta }}
La fuerza normal (perpendicular a la superficie) viene dada por:
{\displaystyle N=mg\cos {\theta }}
Por lo tanto, como la fuerza de rozamiento se opone al movimiento del bloque,
{\displaystyle R=\mu \cdot mg\cos {\theta }}
Para determinar el coeficiente de fricción cinética en un plano inclinado, se debe encontrar el instante en el que la fuerza paralela al plano que impulsa al bloque es igual a la fuerza que se opone; esto ocurre cuando el bloque se mueve a una velocidad constante según un ángulo determinado {\displaystyle \theta }:
{\displaystyle \sum F=ma=0}
{\displaystyle R=F_{T}} o {\displaystyle \mu mg\cos {\theta }=mg\sin {\theta }}
de forma que {\displaystyle \mu ={\frac {mg\sin {\theta }}{mg\cos {\theta }}}=\tan {\theta }}, donde {\displaystyle \theta } es el ángulo en el que el bloque comienza a moverse a una velocidad constante